# South Park (3. évad)
A South Park című amerikai animációs sorozat harmadik évadja (1999–2000) tizenhét, egyenként körülbelül 20-22 perces epizódból áll.
Az évadot eredetileg a Comedy Central sugározta az Amerikai Egyesült Államokban 1999. április 7. és 2000. január 12. között, Magyarországon a HBO mutatta be. Az epizódok zömét a sorozat megalkotója, Trey Parker, valamint Matt Stone írta és rendezte.
Az egyes epizódok a címben szereplő kisváros lakosai, különösen négy kisiskolás fiú – Stan Marsh, Kyle Broflovski, Eric Cartman és Kenny McCormick – és azok bizarr kalandjai körül forognak.

## Szereplők
Főszereplők
- Trey Parker – Stan Marsh, Eric Cartman, Randy Marsh, Mr. Garrison, Clyde Donovan, Kula bácsi, Mr. Mackey, Tolkien Black és Phillip
- Matt Stone – Kyle Broflovski, Kenny McCormick, Butters Stotch, Gerald Broflovski, Stuart McCormick, Pip Pirrup, Craig Tucker, Jimbo Kern, Terrance, Tweek Tweak és Jézus
- Mary Kay Bergman (1–15. epizód) – Liane Cartman, Sheila Broflovski, Shelley Marsh, Sharon Marsh, Carol McCormick és Wendy Testaburger
- Eliza Schneider (16–17. epizód) – Sharon Marsh, Vackor néni, egyéb szereplők
- Isaac Hayes – Séf bácsi

Vendégszereplők
- Jennifer Aniston – Miss Stevens (Az őserdőben)
- Jonathan Davis, James Shaffer, Brian Welch, Reginald Arvizu és David Silveria – önmaga (A kalóz-kísértet rejtélye)

## Epizódok
| Sor. | Év. | Cím                                                                         | Rendező                    | Író                                       | Premier            | Gyártási szám |
| --- | --- | --------------------------------------------------------------------------- | -------------------------- | ----------------------------------------- | ------------------ | ------------- |
| 32. | 1.  | Az őserdőben (Rainforest Shmainforest)                                      | Trey Parker és Eric Stough | Trey Parker és Matt Stone                 | 1999. április 7.   | 301           |
| A főszereplő gyerekeket büntetésből elküldik egy természetvédő kórus Costa Rica-i kirándulására. Az esőerdőben eltévedve rájönnek, az nem is érdemli meg a megmentését. Kenny beleszeret egy lányba, de ő vonakodik a távkapcsolattól. |     |                                                                             |                            |                                           |                    |               |
| 33. | 2.  | Öngyulladás (Spontaneous Combustion)                                        | Matt Stone                 | Trey Parker, Matt Stone és David Goodman  | 1999. április 14.  | 302           |
| Randy Marshnak megoldást kell találnia a várost sújtó spontán öngyulladási esetekre. Egy kálváriajátékon Cartman vállaja el Jézus szerepét, de társai a kereszten hagyják. |     |                                                                             |                            |                                           |                    |               |
| 34. | 3.  | A Szivola (Succubus)                                                        | Trey Parker                | Trey Parker                               | 1999. április 21.  | 303           |
| Séf bácsi eljegyez egy különc nőt, a gyerekek biztosak benne, hogy menyasszonya egy démon, amely kiszívja a férfiak lelkét. Cartmannek szemorvosa durva tréfáit kell elviselnie. |     |                                                                             |                            |                                           |                    |               |
| 35. | 4.  | Beszauruszok (Jakovasaurs)                                                  | Matt Stone                 | Trey Parker, Matt Stone és David Goodman  | 1999. június 16.   | 305           |
| A városlakók megmentik egy különös faj tagjait a kihalástól, de Cartmanen kívül mindenki roppant idegesítőnek találja őket. |     |                                                                             |                            |                                           |                    |               |
| 36. | 5.  | Tweek vs. Craig (Tweek vs. Craig)                                           | Trey Parker                | Trey Parker                               | 1999. június 23.   | 304           |
| Stan, Kyle, Cartman, és Kenny egymásnak ugrasztja Tweeket és Craiget. Az iskolai barkácstanár, Mr. Adler repülőgép-szerencsétlenségben elhunyt felesége elvesztését próbálja feldolgozni. |     |                                                                             |                            |                                           |                    |               |
| 37. | 6.  | Szexuális Zaklatás Panda (Sexual Harassment Panda)                          | Eric Stough                | Trey Parker                               | 1999. július 7.    | 306           |
| Egy pandajelmezes férfit fogadnak fel egy iskolai szexuális zaklatásról szóló tanóra megtartására. Cartman ennek hatására zaklatásért feljelenti Stant, pereskedési hullámot elindítva az iskolában. |     |                                                                             |                            |                                           |                    |               |
| 38. | 7.  | Macskaorgia (Cat Orgy)                                                      | Trey Parker                | Trey Parker                               | 1999. július 14.   | 307           |
| Cartmanre Stan szadista nővére, Shelley vigyáz bébiszitterként, míg a fiú anyja egy meteoreső-partira megy. Cartman macskája tüzel és elszökik, hogy párosodjon. |     |                                                                             |                            |                                           |                    |               |
| 39. | 8.  | Csupaszon egy forró kádban (Two Guys Naked in a Hot Tub)                    | Trey Parker                | Trey Parker, Matt Stone és David Goodman  | 1999. július 21.   | 308           |
| Az előző részben említett meteoresőn Stant a pincébe küldik egy csapat népszerűtlen iskolástársával. Az ATF tévedésből a ház megrohamozására készül, attól tartva, hogy a résztvevők tömeges öngyilkosságra készülnek. Stan és társai igyekeznek megmenteni gyanútlan szüleiket. Randy kellemetlenül érzi magát, miután Geralddal egymás előtt maszturbáltak egy jacuzziban. |     |                                                                             |                            |                                           |                    |               |
| 40. | 9.  | A vallás rabjai (Jewbilee)                                                  | Trey Parker                | Trey Parker                               | 1999. július 28.   | 309           |
| Az előző részekben szereplő meteoreső éjszakáján Kyle, Kenny és Ike zsidó cserkésztáborba mennek, ahol Mózes is megjelenik. |     |                                                                             |                            |                                           |                    |               |
| 41. | 10. | A kalóz-kísértet rejtélye (Korn's Groovy Pirate Ghost Mystery)              | Trey Parker                | Trey Parker                               | 1999. október 27.  | 312           |
| A Korn együttes tagjai megjelennek South Parkban, ahol a helyi pap heves kirohanásokat intéz ellenük. A főszereplő fiúk kiássák Kyle halott nagymamáját, hogy a tetemmel ráijesszenek a hatodikosokra. |     |                                                                             |                            |                                           |                    |               |
| 42. | 11. | Chinpokomon (Chinpokomon)                                                   | Eric Stough és Trey Parker | Trey Parker                               | 1999. november 3.  | 310           |
| Az iskolások belebolondulnak a legújabb Japán divatba. Ám az valójában a japán kormány agymosási kísérlete, mellyel a manipulált gyerekeket saját országuk kormánya ellen akarják fordítani. |     |                                                                             |                            |                                           |                    |               |
| 43. | 12. | Ritmikus csimpifon (Hooked on Monkey Fonics)                                | Trey Parker                | Trey Parker                               | 1999. november 10. | 313           |
| Egy eddig magántanuló fiú úgy dönt, hagyományos iskolába akar járni, az őt túlzottan féltő szülei tiltakozása ellenére. Kyle beleszeret a fiú lánytestvérébe. |     |                                                                             |                            |                                           |                    |               |
| 44. | 13. | Tehén napok (Starvin' Marvin in Space)                                      | Trey Parker                | Trey Parker, Matt Stone és Kyle McCulloch | 1999. november 17. | 311           |
| A főszereplők egy Kákabélű nevű etióp fiút akarnak megmenteni a kormánytól és a falánk Sally Struthers által vezetett keresztény hittérítő csoporttól. |     |                                                                             |                            |                                           |                    |               |
| 45. | 14. | Észak és Dél (The Red Badge of Gayness)                                     | Trey Parker                | Trey Parker                               | 1999. november 24. | 314           |
| Egy amerikai polgárháborús emlékcsatán Cartman Robert E. Lee tábornoknak öltözve az USA lerohanására biztatja a részeg déli katonákat. |     |                                                                             |                            |                                           |                    |               |
| 46. | 15. | Kula bá ünnepi klasszikusai (Mr. Hankey's Christmas Classics)               | Trey Parker                | Trey Parker                               | 1999. december 1.  | 315           |
| Kula bácsi egy karácsonyi zenés különkiadás házigazdája, melyben a South Park-i szereplők népszerű ünnepi dalok elferdített változatait adják elő. Az epizódot Mary Kay Bergman szinkronszínésznő emlékének szentelték. |     |                                                                             |                            |                                           |                    |               |
| 47. | 16. | Odafent vagy, Uram? Én vagyok az, Jézus (Are You There God? It's Me, Jesus) | Eric Stough                | Trey Parker                               | 1999. december 29. | 316           |
| Cartman és Kenny egy bélfertőzés miatt azt hiszi, menstruálnak, ezért Kyle is azt hazudja, hogy neki is megjött a havi vérzése. Stan hormontablettákat kezd szedni, így próbálva „lépést tartani” társaival. Jézus újévi partit szervez, de aggódik, hogy apja nem fog megjelenni rajta. Megjegyzés: ez volt az utolsó epizód, melyet az 1990-es években sugároztak.         |     |                                                                             |                            |                                           |                    |               |
| 48. | 17. | A világraszóló koncert (World Wide Recorder Concert / The Brown Noise)      | Eric Stough                | Trey Parker                               | 2000. január 12.   | 317           |
| A főszereplők Arkansasba utaznak egy koncertfellépésre. Mr. Garrison konfrontálódik apjával, amiért az nem molesztálta őt szexuálisan gyerekkorában. Megjegyzés: ez volt az első epizód, melyet a 2000-es években sugároztak. |     |                                                                             |                            |                                           |                    |               |

## Fordítás
- Ez a szócikk részben vagy egészben  a   South Park season 3 című angol Wikipédia-szócikk ezen változatának fordításán alapul.  Az eredeti cikk szerkesztőit annak laptörténete sorolja fel. Ez a jelzés csupán a megfogalmazás eredetét és a szerzői jogokat jelzi, nem szolgál a cikkben szereplő információk forrásmegjelöléseként.